# Trochoïde

Cycloïde, waarbij k een lijn is

Trochoïde a:r = 5:4

Trochoïde a:r = 4:5

Een trochoïde is de kromme die wordt beschreven door een punt P dat zich op een bepaalde afstand a van het middelpunt van een cirkel C met straal r bevindt, wanneer C over een andere kromme k rolt, zodat een golfpatroon ontstaat. Een trochoïde, waarbij P precies op de omtrek van C ligt, is een cycloïde, anders kan P zowel binnen als buiten C liggen.
De werking van het speelgoed spirograaf is hier een goed voorbeeld van. P ligt daarbij binnen C en k is een cirkel, die aan de binnenkant door C wordt doorlopen. Trochoïden worden gebruikt om de vorm van een golven mee te beschrijven.
- MathWorld. Trochoid.